# Stade Babemba Traoré
Het Stade Babemba Traoré is een multifunctioneel stadion in Sikasso, Mali. Het stadion wordt vooral gebruikt voor voetbalwedstrijden. De voetbalclub Stade Malien de Sikasso speelt in dit stadion zijn thuiswedstrijden. In het stadion kunnen 15.000 toeschouwers.
Het stadion is vernoemd naar Babemba Traoré, koning van het voormalig koninkrijk Kénédougou. Dit koninkrijk lag op de plek waar nu Mali ligt. 

## Afrikaans kampioenschap voetbal 2002
In 2002 werden in dit stadion voetbalwedstrijden voor de Afrika Cup van dat jaar gespeeld. In dit stadion werden 5 van de 6 wedstrijden in poule C gespeeld en daarnaast ook nog 2 wedstrijden in de knock-outfase.
| № | Datum           | Wedstrijd                 | Uitslag | Afrika Cup 2002 | Toeschouwers |
| - | --------------- | ------------------------- | ------- | --------------- | ------------ |
| 1 | 20 januari 2002 | Kameroen – Congo-Kinshasa | 1 – 0   | Groepsfase      | 15.000       |
| 2 | 21 januari 2002 | Togo – Ivoorkust          | 0 – 0   | Groepsfase      | 15.000       |
| 3 | 25 januari 2002 | Kameroen – Ivoorkust      | 1 – 0   | Groepsfase      | 15.000       |
| 4 | 26 januari 2002 | Congo-Kinshasa – Togo     | 0 – 0   | Groepsfase      | 7.000        |
| 5 | 29 januari 2002 | Kameroen – Togo           | 3 – 0   | Groepsfase      | 6.000        |
| 6 | 4 februari 2002 | Kameroen – Egypte         | 1 – 0   | Kwartfinale     | 15.000       |